# كريستال بيرنارد
كريستال بيرنارد (بالإنجليزية: Crystal Bernard)‏ هي كاتبة غنائية ومغنية وممثلة أمريكية، ولدت في 30 سبتمبر 1961 بغارلاند في الولايات المتحدة.

## أعمال

### مسلسلات
- أجنحة
- أيام سعيدة

## وصلات خارجية
- كريستال بيرنارد على موقع IMDb (الإنجليزية)
- كريستال بيرنارد على موقع ألو سيني (الفرنسية)
- كريستال بيرنارد على موقع ميوزك برينز (الإنجليزية)
- كريستال بيرنارد على موقع أول موفي (الإنجليزية)
- كريستال بيرنارد على موقع قاعدة بيانات برودواي على الإنترنت (الإنجليزية)
- كريستال بيرنارد على موقع قاعدة بيانات الأفلام السويدية (السويدية)
- كريستال بيرنارد على موقع إن إن دي بي (الإنجليزية)
- كريستال بيرنارد على موقع أول ميوزيك (الإنجليزية)
- كريستال بيرنارد على موقع ديسكوغز (الإنجليزية)
- كريستال بيرنارد على موقع قاعدة بيانات الفيلم (الإنجليزية)